# Lazarus (série de televisão)
Lazarus (em japonês: LAZARUS ラザロ, hepburn: Razaro) é uma série de televisão de anime produzida pela MAPPA e Sola Entertainment, criada e dirigida por Shinichirō Watanabe. A série foi ao ar de abril a junho de 2025 na TV Tokyo e suas afiliadas no Japão, sendo licenciada pela Toonami do Adult Swim nos Estados Unidos e distribuída internacionalmente através da HBO Max.

## Enredo
No utópico ano de 2049, Dr. Skinner, um neurocientista mundialmente renomado, descobriu um analgésico milagroso conhecido como "Hapna", que alivia completamente qualquer dor, pouco antes de desaparecer da face da Terra. Três anos depois, em 2052, Skinner reaparece em público em um vídeo online para anunciar que o medicamento tem meia-vida de três anos e que em breve todos que o tomaram morrerão.
Uma força-tarefa de cinco agentes, denominada "Lazarus", é montada para localizar Skinner dentro de 30 dias antes da primeira onda de usuários de Hapna morrer e criar uma vacina.

## Personagens
Axel Gilberto (アクセル・ギルベルト, Akuseru・Giruberuto)
Voz de: Mamoru Miyano (japonês); Jack Stansbury (inglês); Renan Brum (português brasileiro)
Um jovem brasileiro de 23 anos que inicialmente ficou preso por três anos por uma acusação menos ofensiva, mas desde então acumulou várias sentenças de prisão perpétua, totalizando 888 anos, devido ao seu hábito de encontrar maneiras de escapar de qualquer prisão para a qual seja enviado. Incrivelmente ágil e aparentemente destemido, ele consegue usar sua inteligência e suas habilidades físicas de parkour para escapar de quase qualquer situação. Ele é uma pessoa direta e amigável, mas também exala uma personalidade um tanto solitária.
Douglas "Doug" Hadine (ダグラス・"ダグ"・ハディン, Dagurasu "Dagu" Hadin)
Voz de: Makoto Furukawa (japonês); Jovan Jackson (inglês); Lui Vizotto (português brasileiro)
Um jovem nigeriano intelectual e coordenador da equipe Lazarus. Possui excelentes habilidades físicas e mantém a calma e a compostura sob pressão. É sensível e delicado, prestando atenção aos pequenos detalhes. Também possui um alto nível de orgulho. Na faculdade, formou-se em física e, antes da revelação de Hapna, admirava o Dr. Skinner como um modelo a ser seguido.
Christine Chris" Blake (クリスティン・"クリス"・ブレイク, Kurisutin "Kurisu" Bureiku)
Voz de: Maaya Uchida (japonês); Luci Christian (inglês); Gabriella Aly (português brasileiro)
Uma jovem russa, geralmente alegre e franca, que conversa com todos de maneira amigável. Ela é especialista em armas, com experiência em diversos tipos de armas de fogo. Bebe bastante, é otimista e tem uma personalidade rude, tipo irmã mais velha, que não bajula nem homens nem mulheres. Seu nome original era Alexandra (アレクサンドラ, Arekusandora), mas ela mudou de identidade após fingir sua morte para escapar de uma unidade especial russa e proteger sua ex-amante Inga de uma possível execução por trair sua terra natal. Chris era carinhosamente chamada por Inga de Sashenka (サーシェンカ).
Leland Astor (リーランド・アスター, Rīrando Asutā)
Voz de: Yuma Uchida (japonês); Bryson Baugus (inglês); Lucas da Silva (português brasileiro)
Um adolescente canadense habilidoso em pilotar drones. Ele interpreta a situação e se expressa de acordo, mas não diz o que realmente pensa. Ele também não gosta de falar sobre sua família devido à sua história complexa. Um de seus hobbies é o egosurfing. Ele é o único herdeiro homem sobrevivente da importante família Astor.
Eleina (エレイナ, Ereina)
Voz de: Manaka Iwami (japonês); Annie Wild (inglês); Carolina Braga (português brasileiro)
Uma adolescente de 15 anos de Hong Kong que tem problemas de comunicação e dificuldade para participar das conversas das pessoas, mas também é uma hacker secreta mundialmente famosa, conhecida como "Mad Screamer". (マッドスクリーマー, Maddo Sukurīmā). Conforme a série avança, ela se torna mais sociável e extrovertida.
Hersch Lindemann (ハーシュ・リンデマン, Hāshu Rindeman)
Voz de: Megumi Hayashibara (japonês); Jade Kelly (inglês); Krysna Dias (português brasileiro)
A líder da equipe Lazarus, uma mulher mais velha que atua como ponto de contato com o governo dos Estados Unidos. Ela tem muitas conexões com grandes corporações e organizações nacionais. É eficiente e faz seu trabalho sem se deixar levar pelas emoções. Ela pode ser assustadora quando está com raiva.
Abel Anderson (アベル・アンダーソン, Aberu Andāson)
Voz de: Akio Otsuka (japonês); Sean Patrick Judge (inglês); Leandro Loureiro (português brasileiro)
Atual diretor da NSA (Agência de Segurança Nacional). Ele é imperturbável e sempre se mantém calmo. Seu modo de pensar excessivamente racional levou seus colegas a espalharem rumores de que ele é, na verdade, uma IA humana.
Dr. Deniz Skinner (デニズ・スキナー博士, Denizu Sukinā-hakase)
Voz de: Koichi Yamadera (japonês); David Matranga (inglês); Luciano Magalhães (português brasileiro)
Um neurocientista três vezes ganhador do Prêmio Nobel que enganou a humanidade com sua droga milagrosa, Hapna, aparentemente curativa, que mais tarde se revela ser um veneno mortal que matará todos que a tomarem após três anos. Ele afirma que a primeira onda de pessoas morrerá em aproximadamente 30 dias após seu anúncio, a menos que consigam localizá-lo.

## Produção e lançamento
A série foi anunciada pelo Adult Swim em julho de 2023 e é dirigida por Shinichirō Watanabe, mais conhecido por dirigir a série de anime Cowboy Bebop (1998). Chad Stahelski, conhecido por dirigir a franquia de filmes John Wick, projetou as sequências de ação. Para composição musical, a série apresenta uma trilha sonora do saxofonista de jazz Kamasi Washington e dos produtores, DJs e músicos Bonobo e Floating Points. A animação da série é feita pela MAPPA, enquanto a Sola Entertainment cuida da produção geral. Um teaser da série foi mostrado no painel "Toonami on the Green" do Adult Swim na San Diego Comic-Con em 22 de julho. Em julho de 2024, foi anunciado que a série iria ao ar em 2025.
Em uma entrevista realizada em outubro de 2024, Watanabe disse que a epidemia de opioides foi uma das inspirações que ele teve para criar o anime. Ele mencionou que a equipe de produção trabalhou em estreita colaboração com Stahelski para que pudessem receber coreografias de cenas de luta e sobre como a equipe precisava recrutar animadores fora do Japão devido à falta de animadores experientes que pudessem recrutar internamente para tais sequências. Em uma entrevista de novembro de 2024, Watanabe mencionou que tinha os filmes de John Wick em alta conta sobre como as cenas de luta seriam feitas.
Em dezembro de 2024, um novo visual foi lançado junto com o anúncio de que Kamasi Washington compôs a música tema de abertura "Vortex", enquanto The Boo Radleys interpretaria a música tema de encerramento, "Lazarus". "Dark Will Fall", interpretada por Bonobo com Jacob Lusk, e "Beyond the Sky", interpretada por Bonobo e Nicole Miglis, foram usadas, respectivamente, como músicas de inserção no início do primeiro e do nono episódios.
Em janeiro de 2025, foi anunciado que a série seria transmitida no Japão a partir de abril de 2025 na TV Tokyo e suas afiliadas, acompanhada pelo lançamento de um novo visual. O Adult Swim fez um anúncio logo depois no Instagram de que a série também iria ao ar no mesmo mês em sua rede. Em fevereiro de 2025, foi anunciado que a série iria ao ar em 6 de abril de 2025, em transmissões quase simultâneas no Japão e nos Estados Unidos.
O título de cada episódio recebe o nome direto de álbuns, singles ou extended plays da segunda metade do século XX.

### Episódios
| N.º | Título                       | Dirigido por                       | Escrito por         | Roteiro                       | Diretor(es) de Animação           | Exibição original [a] |
| --- | ---------------------------- | ---------------------------------- | ------------------- | ----------------------------- | --------------------------------- | --------------------- |
| 1 | "Goodbye Cruel World"        | Kazuo Miyake e Youhei Tsuchiya     | Shinichirō Watanabe | Shinichirō Watanabe           | Akemi Hayashi                     | 6 de abril de 2025    |
| Monólogo de abertura por: Doug Axel Gilberto recebe a visita de uma mulher chamada Hersch na prisão, que o informa sobre a situação atual: após desaparecer sem deixar rastros há três anos, o genial neurocientista Dr. Skinner reaparece em um vídeo online para revelar que seu milagroso analgésico "Hapna" matará todos que o tomaram três anos após a primeira dose, com a primeira onda de vítimas prevista para ocorrer em aproximadamente 30 dias. Enquanto o governo americano tenta desesperadamente encontrar uma cura, a única maneira segura de impedir o massacre causado pelo medicamento é encontrar o próprio Dr. Skinner e forçá-lo a reverter os efeitos do Hapna antes que os 30 dias se passem. No entanto, Axel não se interessa, usando a visita de Hersch como uma oportunidade para escapar da prisão. Enquanto o mundo se encontra em caos após o anúncio do Dr. Skinner, Axel usa a confusão para escapar, mas se vê perseguido por uma equipe de perseguidores, um dos quais consegue incapacitá-lo com uma pulseira de eletrochoque de alta tecnologia. Um dia depois, Axel acorda em uma barbearia abandonada, onde Hersch conversa com ele por vídeo para lhe contar que foi selecionado para se juntar à sua equipe, codinome "Lazarus". Faltam 29 Dias... |                              |                                    |                     |                               |                                   |                       |
| 2 | "Life in the Fast Lane"      | Tsuyoshi Tobita                    | Tsukasa Kondō       | Tensai Okamura                | Akemi Hayashi e Keiichi Kondō     | 13 de abril de 2025   |
| Monólogo de abertura por: Leland Axel descobre que todos na equipe Lazarus, incluindo ele, se meteram em encrenca com a polícia e estão usando pulseiras de rastreamento que queimam se tentarem tirá-las. Axel mantém Chris sob a mira de uma arma e exige que Hersch remova sua pulseira. Ela se recusa, sabendo que ele não vai realmente puxar o gatilho. Com suas opções esgotadas, Axel desiste e se junta à equipe em sua busca pelo Dr. Skinner. Seguindo uma pista de que Skinner comprou um bunker de sobrevivência no estado do Arizona oito anos atrás, Axel e Chris vão para o bunker enquanto Doug e Leland vão para o escritório da empresa que os construiu. Durante a busca dentro do bunker, Axel e Chris encontram um homem sentado em uma cadeira antes de serem baleados por agentes mexicanos e russos, enquanto Doug e Leland são mantidos sob a mira de uma arma por dois homens no escritório. Após a chegada do FBI e da DEA ao bunker, é revelado a todas as partes envolvidas que o homem na cadeira é, na verdade, o dono do local, o Sr. Koboyashi, que estava escondido no bunker de Skinner para evitar cobradores de dívidas em seu escritório. Enquanto isso, Eleina descobre a localização de Skinner usando tecnologia de reconhecimento facial, mas descobre que seu rosto está sendo editado digitalmente em milhares de corpos de outras pessoas. Faltam 28 Dias... |                              |                                    |                     |                               |                                   |                       |
| 3 | "Long Way from Home"         | Youhei Tsuchiya                    | Takahiro Ozawa      | Kazuo Miyake e Shigeyuki Miya | Eriko Itō                         | 20 de abril de 2025   |
| Monólogo de abertura por: Chris A equipe Lazarus se reúne novamente para discutir o dilema da face digital de Skinner, com Eleina afirmando que apenas três hackers conseguem fazer isso, incluindo ela mesma. Enquanto ela constrói iscas para esses hackers, Axel e Doug viajam para encontrar Claude Klein, o mentor universitário deste último, que já havia trabalhado com Skinner. Enquanto isso, Chris e Leland visitam a casa de Skinner em busca de possíveis pistas sob o disfarce de faxineiros. Axel e Doug localizam Klein, que agora está sem-teto, e ele lhes conta uma história sobre como Skinner certa vez discutiu baclava, dizendo a ele que sua avó Billinda fazia as melhores e que ela mora em Istambul. Seguindo essa pista, a equipe se reagrupa e envia Axel e Leland à cidade para tentar localizá-la. Após um confronto com uma multidão na cidade, os dois conseguem encontrar a casa dela após esclarecerem um mal-entendido. Eles encontram Billinda e sentam-se para saborear um pouco de baclava, com a avó contando como criou Skinner na infância, após a morte dos pais, afirmando posteriormente que não teve muito contato com ele desde que se tornou um neurocientista de renome mundial. Supondo que Skinner queira garantir a segurança de Billinda, Axel encontra uma câmera escondida na casa e avisa que está atrás dele. Enquanto isso, o Dr. 909 cai na isca digital de Eleina. Faltam 26 Dias... |                              |                                    |                     |                               |                                   |                       |
| 4 | "Don't Stop the Dance"       | Kazuo Miyake                       | Dai Satō            | Akihiko Yamashita             | Hiroyuki Aoyama                   | 27 de abril de 2025   |
| Monólogo de abertura por: Eleina Eleina consegue hackear a carteira secreta do Dr. 909 e descobre que ele está trabalhando com um investidor chamado Sam Stephenson, que vendeu todas as suas ações da Hapna antes do anúncio de Skinner, e deduzem que o Dr. 909 ajudou Skinner a desaparecer em troca de informações sobre a Hapna. Com Sam sendo o único elo com o Dr. 909, a equipe decide se infiltrar em uma de suas festas exclusivas. Enquanto isso, Eleina continua investigando os depósitos feitos na carteira, já que eles se originam de caixas eletrônicos físicos localizados ao redor do mundo, e consegue descobrir que a verdadeira identidade do Dr. 909 é o mundialmente famoso DJ Visionary, que também está se apresentando na festa. A equipe tenta prender Sam e o Dr. 909, mas eles fogem do clube de helicóptero. Axel agarra o patim de pouso enquanto ele decola e, com a ajuda de um dos drones de Leland, consegue derrubá-lo. Axel interroga os dois homens, mas descobre que nenhum deles tem qualquer ligação com Skinner. No entanto, é revelado que o Dr. 909 descobriu a verdadeira natureza de Hapna após hackear uma empresa farmacêutica chamada Delta Medicinal, provando que eles sabiam dos perigos de Hapna e, ao mesmo tempo, sugerindo que conspiraram com Skinner. Em outro lugar, um macaco, entre muitos mantidos em um laboratório, morre repentinamente, sugerindo que a ameaça de Hapna é muito real. Faltam 24 Dias... |                              |                                    |                     |                               |                                   |                       |
| 5 | "Pretty Vacant"              | Kazuo Miyake                       | Tsukasa Kondō       | Iwao Teraoka                  | Tadashi Hiramatsu e Kojikoji      | 4 de maio de 2025     |
| Monólogo de abertura por: Axel A equipe Lazarus descobre que a Delta Medical estava secretamente distribuindo dados dos testes clínicos de Hapna para Skinner via SoundCloud em um formato de arquivo de áudio e confronta diretamente o CEO da empresa, Dr. Ahmed Rahman. Rahman afirma não ter conhecimento prévio de que Hapna era perigoso e que também não sabe onde Skinner está. Ele confirma que as alegações de Skinner sobre Hapna são reais, já que os macacos que haviam tomado Hapna antes dos testes em humanos já começaram a morrer, deixando um padrão distinto semelhante a uma constelação em seus olhos. Cansado de tentar perseguir Skinner, Axel sugere que eles tentem atraí-lo para o público, e Rahman concorda em sediar uma conferência alegando que a empresa encontrou uma cura para Hapna como isca. Apesar da segurança pesada, o mestre hacker Popcorn Wizard consegue penetrar na rede interna da Delta Medicinal e roubar informações sobre o antídoto, descobrindo que ele é realmente falso. Eleina rastreia a localização da Popcorn Wizard até o complexo de edifícios da Bolsa de Valores do Paquistão, mas consegue escapar das autoridades locais e fugir de van. A Popcorn Wizard liga para Eleina e a elogia por ser a pessoa que chegou mais perto de pegá-la. Faltam 21 Dias... |                              |                                    |                     |                               |                                   |                       |
| 6 | "Heaven Is a Place on Earth" | Eiji Abiko                         | Takahiro Ozawa      | Nobutake Ito                  | Tadashi Hiramatsu                 | 11 de maio de 2025    |
| Doug descobre uma revista de 15 anos atrás mostrando Skinner visitando uma comunidade de culto religioso que venera uma IA chamada Naga, localizada em um complexo remoto chamado "A Torre da Verdade". Eleina revela que foi criada lá e, como Naga está completamente desconectada do mundo exterior, ela pode usar suas conexões passadas para se infiltrar no local e acessar Naga diretamente. Eleina retorna à comunidade com Leland, que se passa por um novo convertido, e eles encontram a velha amiga de Eleina, Hanna, a mãe de Eleina, Carla, e o líder da comunidade, Billy. Enquanto o resto da equipe aguarda em um motel próximo, Doug descobre que Naga usa a tomografia cerebral de Skinner como modelo básico e que Billy é um dos ex-pesquisadores de Naga no MIT, que roubou a IA e fundou a comunidade para promover seu desenvolvimento. Mais tarde naquela noite, Eleina e Leland são pegos tentando hackear Naga e condenados à morte na fogueira no dia seguinte, enquanto o resto da comunidade planeja morrer da mesma forma em um suicídio em massa. Durante a cerimônia, Hanna detona uma bomba de fumaça que sinaliza para o restante da equipe Lazarus entrar em ação. O FBI também inicia sua própria operação na comunidade, e todos são resgatados, exceto Billy, que aparentemente morre quando Naga cai sobre ele durante o incêndio. A equipe Lazarus recupera o banco de memória de Naga e começa a analisá-lo. Faltam 17 Dias... |                              |                                    |                     |                               |                                   |                       |
| 7 | "Almost Blue"                | Ka Hee Im e Heihachiro Haitani     | Takahiro Ozawa      | Tensai Okamura                | Akemi Hayashi e Tadashi Hiramatsu | 18 de maio de 2025    |
| Após ouvir a notícia de que o último bloco de gelo no Ártico derreteu devido ao aquecimento global, a equipe Lazarus percebe que Skinner previu que isso aconteceria exatamente três anos atrás. O banco de memória de Naga é então analisado e retorna quatro coordenadas apontando para Tuvalu, a Baía de Manila, as Maldivas e as Ilhas Sakishima. Hersch observa que Skinner comprou terras nas quatro ilhas pouco antes de elas serem submersas pela elevação do nível do mar há 10 anos, indicando que ele poderia estar se escondendo em uma delas. A equipe decide se separar, com Doug indo para Manila, Axel para as Maldivas, Leland para o Japão e Chris para Tuvalu. Eles descobrem que os quatro locais têm uma coisa em comum: todos os moradores locais sofrem de uma forma de analgesia que os impede de sentir dor, e Skinner comprou as ilhas para dar o dinheiro que precisavam para se mudar. Eleina rastreia o dinheiro até o extinto Instituto de Haia, onde descobre que Hersch costumava trabalhar para Skinner. Hersch se encontra com seu superior, Abel, e lhe diz que acredita que Skinner quer ser encontrado, e é por isso que ele deixou um rastro de pistas. Abel então a avisa que o Corpo de Inteligência do Exército dos Estados Unidos está procurando por Axel, e ela revela que Axel é a chave para encontrarem Skinner. Em Tuvalu, Chris encontra uma mulher que a reconhece e a chama pelo seu nome verdadeiro, Alexandra. Faltam 14 Dias... |                              |                                    |                     |                               |                                   |                       |
| 8 | "Unforgettable Fire"         | Youhei Tsuchiya                    | Tsukasa Kondō       | Akihiko Yamashita             | Manabu Akita e Akemi Hayashi      | 25 de maio de 2025    |
| Chris acorda e se vê presa pela equipe de espionagem russa da qual fazia parte, liderada por sua ex-companheira Inga. De volta ao QG, o restante da equipe Lazarus confronta Hersch sobre seus laços passados com Skinner, os quais ela admite, além de ter sido recrutada pela NSA. A equipe então se dirige à plataforma de petróleo no Mar de Barents onde Chris está presa para resgatá-la. Axel se infiltra na plataforma e ajuda Eleina a obter acesso aos seus sistemas, enquanto Doug joga um petroleiro de controle remoto diretamente contra a plataforma para distrair a atenção, o que também causa um incêndio. Chris aproveita o caos para escapar de seus captores e se reúne com Axel. Enquanto Axel neutraliza os homens de Inga, a própria Inga confronta Chris pessoalmente. Chris admite que fingiu sua morte porque era a única maneira de escapar da Rússia sem que Inga também fosse rotulada como traidora. Também é revelado que Chris e Inga eram amantes. Chris está disposta a deixar Inga matá-la, mas Inga hesita. Um dos homens de Inga tenta matar Chris, fazendo com que Inga se sacrifique, levando o tiro em seu lugar. Axel e Chris conseguem escapar da plataforma em chamas enquanto ela afunda, com Chris lamentando a morte de Inga. Faltam 12 Dias... |                              |                                    |                     |                               |                                   |                       |
| 9 | "Death on Two Legs"          | Sayaka Morikawa                    | Dai Satō            | Youhei Tsuchiya               | Tadashi Hiramatsu                 | 1 de junho de 2025    |
| Enquanto Chris se recupera dos ferimentos, Doug conversa em particular com Axel sobre a possibilidade da equipe Lazarus ser exterminada se eles completarem a missão. Enquanto isso, Abel e Hersch comparecem a uma audiência no Pentágono, onde seus superiores criticam a falta de progresso da equipe Lazarus em encontrar Skinner, bem como os vários incidentes públicos que suas missões causaram. Um dos rivais de Abel, Schneider, da INSCOM, traz Leland como testemunha contra Lazarus, mas ele acaba falando em defesa da equipe. Durante a audiência, Skinner divulga um segundo vídeo onde lamenta que a humanidade não pareça estar interessada em encontrá-lo e também revela que, como o primeiro sujeito humano a ser testado, ele será o primeiro a morrer de Hapna em dez dias. Abel lembra ao comitê que eles não têm tempo para questionar os métodos de Lazarus e ganha uma extensão de dez dias para retomar suas atividades. Abel e Hersch suspeitam de um plano sujo da INSCOM, enquanto Chris se lembra de uma pílula que recuperou na casa de Skinner e pede a Doug que a analise. Schneider suspeita que Abel esteja encobrindo o passado de Axel e contrata um assassino chamado Soryu para eliminá-lo. Para provar sua habilidade ao seu cliente, Soryu sozinho elimina uma unidade inteira das Forças Especiais do Exército dos Estados Unidos que Schneider envia em seu encalço como teste. Faltam 10 Dias... |                              |                                    |                     |                               |                                   |                       |
| 10 | "I Can't Tell You Why"       | Kazuo Miyake                       | Takahiro Ozawa      | Akihiko Yamashita             | Akemi Hayashi                     | 8 de junho de 2025    |
| Os hospitais começam a relatar aumentos repentinos de pacientes com febre alta, o que leva o governo a emitir alertas para que fiquem em casa. Na sede da Lazarus, a descoberta anterior de Chris, um comprimido encontrado na residência de Skinner, é identificada como medicamento para receptores de coração artificial. A equipe suspeita que Skinner possa ter feito tal transplante. No entanto, Eleina não encontra nenhum registro médico sobre ele. Hersch se lembra de rumores de uma clínica particular realizando cirurgias confidenciais. Leland oferece sua ajuda e leva Axel e Doug para a mansão de sua família distante. Lá, sua irmã Isabella concorda em conceder acesso à clínica se Leland passar o fim de semana com ela. O trio chega mais tarde à clínica onde Millie, a médica do falecido pai de Leland, confirma que Skinner recebeu um coração artificial, embora sua telemetria tenha sido imediatamente criptografada após a operação. Ela fornece a eles um pen drive contendo o firmware do dispositivo. Enquanto isso, Abel mostra a Hersch imagens vazadas do incidente no Aeroporto de Schiphol, onde Skinner acidentalmente liberou um protótipo gasoso de Hapna depois que a Força Delta e a polícia do aeroporto atiraram em sua maleta durante um impasse. Abel conecta o mesmo protótipo a uma prisão no Arizona, onde ele estava sendo testado em detentos. Axel, tendo estado lá durante os julgamentos e sendo o único sobrevivente aparente, é enviado para encontrar o médico da prisão. Eleina descobre que o coração artificial está sendo monitorado do Paquistão, onde o Popcorn Wizard está localizado, e Doug concorda em viajar com ela para lá. Enquanto isso, a busca de Axel pelo médico da prisão é interrompida pela explosão de uma granada e um engarrafamento. Enquanto ele freia, Soryu se aproxima ameaçadoramente. Faltam 6 Dias... |                              |                                    |                     |                               |                                   |                       |
| 11 | "Runnin' with the Devil"     | Youhei Tsuchiya e Yasutomo Okamoto | Tsukasa Kondō       | Akihiko Yamashita             | Manabu Akita                      | 15 de junho de 2025   |
| Doug e Eleina, cada vez mais doente, chegam ao Paquistão, mas logo são seguidos por dois homens do Exército dos Estados Unidos enviados pelo INSCOM. Hersch vai à sede do INSCOM para se encontrar com Schneider na tentativa de fazê-lo cancelar seus homens, chantageando-o sobre os testes clínicos do protótipo Hapna na prisão do Arizona, mas o tiro sai pela culatra e ela é detida sob a acusação de traição. Doug finge se render aos homens para que Eleina possa escapar de scooter. Doug é ferido por uma coronhada, mas consegue atirar em um pneu quando um dos homens tenta perseguir Eleina, causando um acidente. Eleina localiza a Popcorn Wizard com sucesso antes de desmaiar de febre. De volta aos Estados Unidos, Soryu começa a atacar Axel, que usa a infraestrutura de rodovias, transporte rápido e rios para tentar evitá-lo. Abel dá autorização a Chris para usar um rifle para ajudar Axel enquanto ele vai resgatar Hersch, deixando Leland para trás na sede. Enquanto isso, Axel se retira do rio e enfrenta Soryu em um combate físico em um pequeno barco. Durante a luta, Soryu é subitamente distraído por um pingente alado que Axel usa no pescoço, pois o lembra do mito do Hundun, que lhe foi contado durante sua educação violenta como assassino. Soryu acerta Axel com um arpão em uma doca do rio antes de escapar para o rio devido à chegada de Chris. Faltam 5 Dias... |                              |                                    |                     |                               |                                   |                       |
| 12 | "Close to the Edge"          | Eiji Abiko                         | Shinichirō Watanabe | Akihiko Yamashita             | Tadashi Hiramatsu                 | 22 de junho de 2025   |
| Gravemente ferido, Axel é levado à clínica de Millie para tratamento e descobre que a testemunha que ele deveria proteger foi morta. Eleina acorda e se encontra sob os cuidados de Popcorn Wizard, cujo nome verdadeiro é Lin. Enquanto isso, Doug se encontra em um hospital paquistanês sob a custódia dos homens que o agrediram. Eleina rapidamente faz amizade com Lin, que revela ser uma das ex-moradoras das Maldivas que sofrem de analgesia e que está ajudando Skinner a se esconder, já que ele ajudou sua comunidade a escapar das ilhas que estavam afundando. Seguindo as instruções de Skinner, Lin revela que está escondido em um acampamento comunitário para moradores de rua em Babylonia City. Hersch permanece sob custódia na sede da INSCOM enquanto Abel recruta o Dr. 909 para investigar Soryu. Abel visita a Presidente dos Estados Unidos, doente na Casa Branca, para solicitar uma ordem executiva para a NSA invadir a INSCOM. O presidente autoriza a ação e Abel vai confrontar Schneider diretamente. Eleina e Lin ajudam Doug a escapar do hospital e os dois correm de volta para Babylonia City. Axel admite a Chris que gosta de fazer parte da Lazarus, depois de passar a maior parte da vida sozinho, após perder alguns amigos na infância. Ao retornar à sede da equipe, Chris identifica Soryu através de uma imagem de vigilância, enquanto a investigação revela que ele sofre de transtorno dissociativo de identidade por fazer parte do Programa Hundun. Enquanto Axel se recupera dos ferimentos, seu celular recebe uma mensagem de texto enigmática. Falta 1 Dia... |                              |                                    |                     |                               |                                   |                       |
| 13 | "The World Is Yours"         | Kazuo Miyake                       | Shinichirō Watanabe | Akihiko Yamashita             | Akemi Hayashi                     | 29 de junho de 2025   |
| Axel decifra a mensagem como um desafio de Soryu e sai da clínica. Enquanto isso, Abel prende Schneider por desenvolver uma arma biológica derivada de Hapna e liberta Hersch, que parte em busca de Skinner. Axel e Soryu se enfrentam no topo da Torre da Babilônia, que termina com Soryu sendo esmagado até a morte por destroços causados pela queda da estátua da torre. Chris resgata Axel e a equipe se reúne no acampamento de moradores de rua para confrontar Skinner. Abel revela que Skinner sabia sobre a arma biológica baseada em Hapna da INSCOM e tentou contrabandear uma amostra. Durante o confronto da Força Delta no Aeroporto de Schiphol, a amostra foi acidentalmente liberada, matando muitos presentes. Todos os membros principais do Lazarus sobreviveram ao incidente, tornando-os imunes ao Hapna. Skinner confessa que perdeu a fé na humanidade após o incidente e pergunta a Lazarus se o mundo merece ser salvo. Axel responde que, embora falho, o mundo ainda contém coisas que valem a pena proteger. Comovido com isso, Skinner entrega a fórmula estrutural da cura antes de sucumbir a Hapna. Abel libera Lazarus de suas funções e os perdoa integralmente, antes de oferecer-lhes a opção de continuarem trabalhando juntos para resolver os problemas do mundo. Todos aceitam o convite para ficar. A cura de Hapna é rapidamente produzida em massa e distribuída globalmente. Restam 0 Dias para Nós. |                              |                                    |                     |                               |                                   |                       |

## Recepção
Lazarus recebeu críticas majoritariamente positivas. A série recebeu uma taxa de aprovação média de 91% no agregador de críticas Rotten Tomatoes. O consenso crítico do site diz: "Relembrando a atmosfera envolvente dos trabalhos anteriores de Shinichirō Watanabe, embora não correspondendo ao seu alto padrão de originalidade, Lazarus é um anime cinético com muitas ideias provocativas".
Ryan Gaur, da IGN, deu aos cinco primeiros episódios da série uma nota 5/10. Ele descreveu o anime como um retorno decepcionante de Watanabe à direção, pois sentiu que o trabalho foi privado da energia e da alegria de seus projetos mais recentes. Ele criticou os personagens principais por agirem de forma muito despreocupada e invulnerável aos perigos que enfrentaram até então. No entanto, ele também afirmou que os riscos apocalípticos fornecem um conceito intrigante e que as cenas de ação mostram alguns exemplos de criatividade, deixando a porta aberta para uma possível revisão de opinião após o lançamento de todos os episódios.